# Anolis sierramaestrae
Espèce
Anolis sierramaestrae est une espèce de sauriens de la famille des Dactyloidae.

## Répartition
Cette espèce est endémique de la province de Santiago de Cuba à Cuba.

## Description
L'holotype de Anolis sierramaestrae, un mâle adulte, mesure 335 mm dont 172 mm pour la queue.

## Étymologie
Son nom d'espèce lui a été donné en référence au lieu de sa découverte, la Sierra Maestra.

## Publication originale
- Holáňová, Rehák & Frynta, 2012 : Anolis sierramaestrae sp. nov. (Squamata: Polychrotidae) of the “chamaeleolis” species group from Eastern Cuba. Acta Societatis Zoologicae Bohemicae, vol. 76, no 1-2, p. 45–52 (texte intégral).